# Públio Cornélio Cipião Emiliano Africano
Públio Cornélio Cipião Emiliano Africano (185 a.C. – 129 a.C.), conhecido também como Cipião Africano Menor ou Cipião Emiliano, foi um político da família dos Cipiões da gente Cornélia da República Romana eleito cônsul por duas vezes, em 147 e 134 a.C., com Caio Lívio Druso e Caio Fúlvio Flaco respectivamente. Era filho natural de Lúcio Emílio Paulo Macedônico e foi adotado por Públio Cornélio Cipião, o filho de Cipião Africano, vencedor da Segunda Guerra Púnica.

## Família
Seu irmão mais velho, Quinto Fábio Máximo Emiliano, foi adotado da gente Fábia. Casou-se com sua prima Semprônia, filha de Tibério Semprônio Graco com Cornélia, irmã de seu pai adotivo, Públio Cornélio Cipião. Ela era irmã dos irmãos Graco, que muito desgosto lhe trariam no final de sua vida.

## Primeiros anos
Desde muito jovem, Cipião se debateu entre o tradicionalismo romano e a influência helenística. Aos dezessete anos, acompanhou seu pai, Emílio Paulo Macedônico, à Grécia e lutou sob seu comando na Batalha de Pidna, que encerrou a Terceira Guerra Macedônica, em 168 a.C..
Foi nesta época que conheceu o historiador Políbio e, em 167 a.C., quando ele foi enviado a Roma com outros exilados da Liga Acaia, Cipião passou a patrociná-lo, formando uma grande amizade que continuou sem interrupções durante toda a sua vida. Dele, aprendeu muito sobre a literatura grega e teve contato com a refinada cultura grega, mas, por outro lado, manteve-se como um exemplo das virtudes romanas.
Sua amizade com Caio Lélio Sapiente foi tão forte quanto foi a do pai dele, Caio Lélio, com Cipião Africano, e foi imortalizada pelo célebre tratado de Cícero intitulado "Laelius sive de Amicitia".
Cipião Emiliano rapidamente assumiu o comando da família dos Cipiões, que agregava outros políticos, como Lúcio Calpúrnio Pisão Cesonino e Quinto Fábio Máximo Emiliano, filósofos, como Panécio de Rodes, escritores, como Lucílio e Terêncio, e historiadores como Políbio. Casado com Semprônia, sua prima , opô-se, apesar disto, às propostas de ambos e não simpatizava com o partido conservador, de cunho extremista.

## Carreira
Cipião atraiu a atenção pública pela primeira vez em 151 a.C., quando, depois de vários desastres na Hispânia, não se apresentaram voluntários para um alistamento que estavam sendo promovido pelos novos cônsules. Ele próprio se ofereceu para servir onde quer que os dois considerassem necessário e acabou nomeado tribuno militar do cônsul Lúcio Licínio Lúculo, destacando-se por sua coragem. Matou um líder militar celtibero em combate singular e teve a honra de ser o primeiro a escalar os muros da cidade de Intercatia. Estas façanhas aumentaram sua admiração entre inimigos e aliados.
Em 150 a.C., Lúculo o enviou à África para conseguir alguns elefantes e o rei númida o recebeu muito bem. Ele próprio estava em guerra contra Cartago e pediu a Emiliano que atuasse como mediador, mas nada conseguiu. Finalmente, Emiliano conseguiu alguns elefantes e voltou para a Hispânia.

### Terceira Guerra Púnica

#### Início da guerra

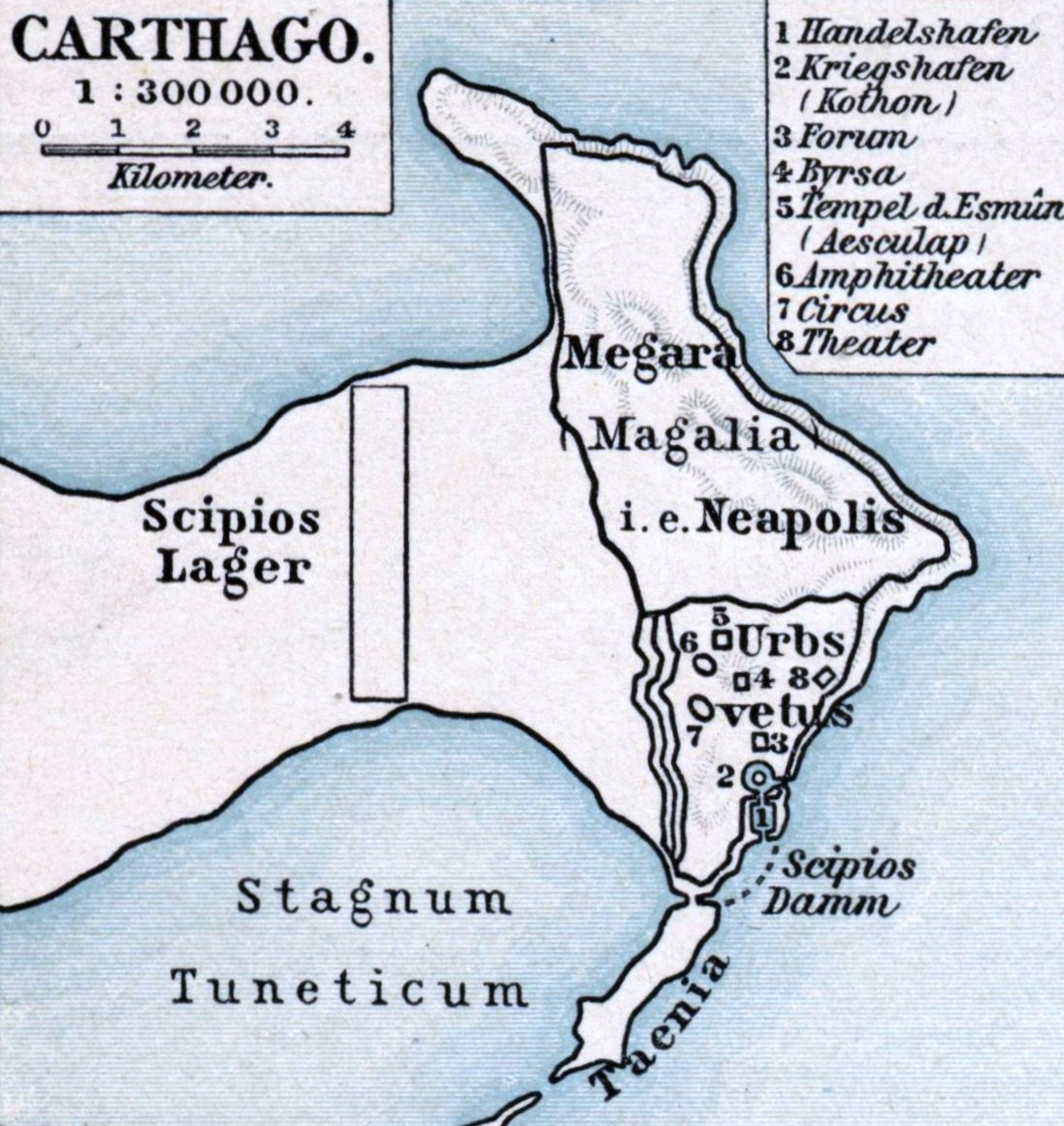
Cerco de Cartago, a mais importante vitória de Cipião na Terceira Guerra Púnica

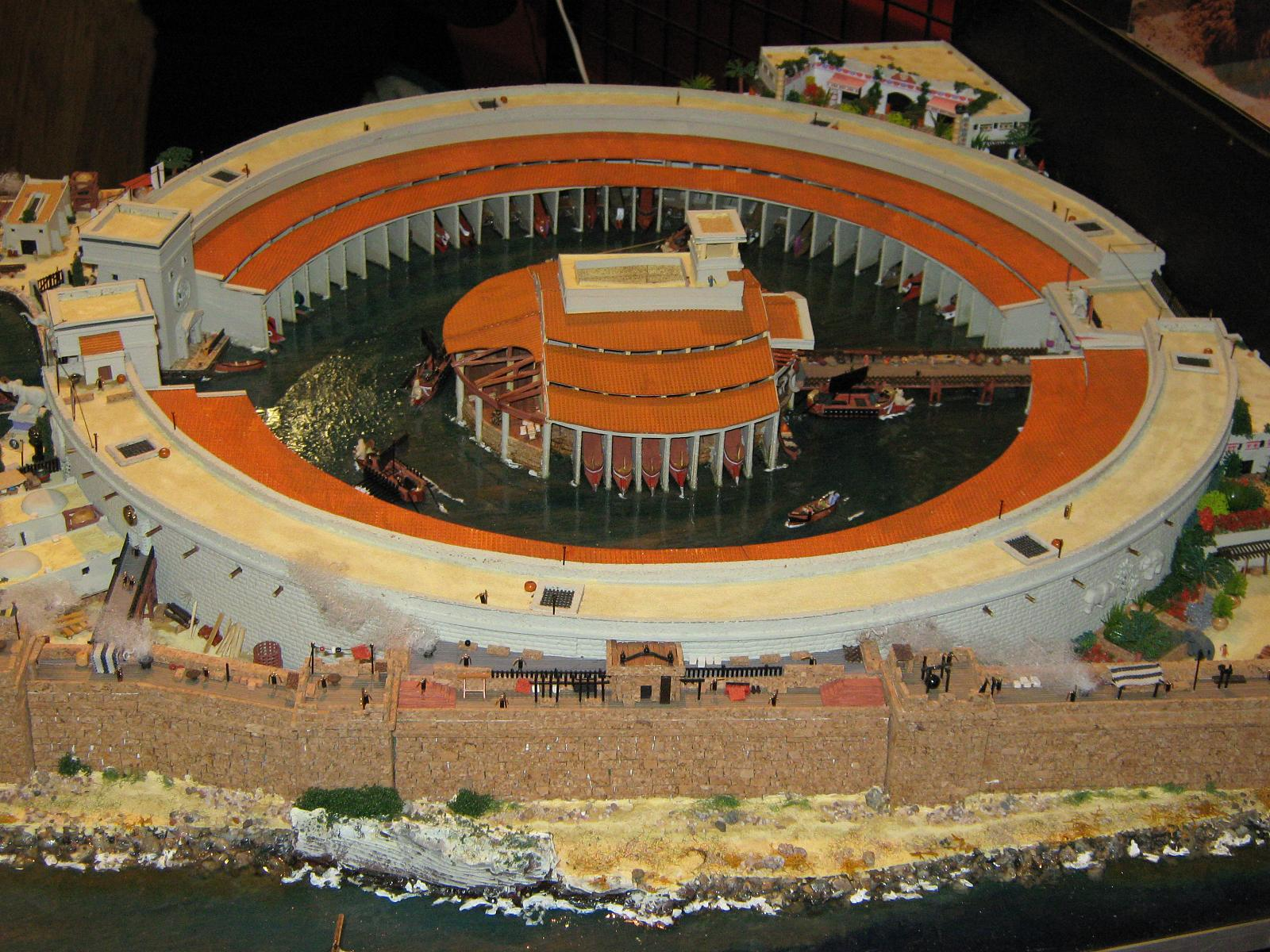
Maquete do porto militar de Cartago

A guerra contra Cartago foi declarada logo depois. Em 149 a.C., os romanos desembarcaram em Útica e começaram o cerco de Cartago, que precisou ser interrompido no ano seguinte por motivos logísticos. Cipião Emiliano atuou como tribuno militar nesta campanha, destacando-se por sua inteligência e habilidade militar, um grande contraste em relação aos seus superiores. Por sua valentia pessoal e habilidade militar, conseguiu reparar, em grande medida, os erros e a incompetência do cônsul Mânio Manílio, cujo exército Emiliano salvou da destruição em uma ocasião. Suas habilidades lhe valeram a confiança absoluta de Massinissa e das tropas romanas, enquanto que a confiança em sua própria palavra lhe valeu a admiração de seus inimigos. Como resultado, os enviados especiais do Senado para inspecionar o estado das coisas no acampamento romano, fizeram um relato muito favorável de suas habilidades e de sua conduta.
No ano seguinte, Lúcio Calpúrnio Pisão Cesonino assumiu o comando do exército romano e Cipião voltou para Roma, apesar do desejo de seus soldados de que ele rapidamente voltasse para comandá-los. Muitos deles escreveram aos seus amigos em Roma afirmando que somente Cipião poderia conquistar Cartago. Esta situação fez crescer entre os romanos a crença de somente um descendente de Cipião Africano, o vencedor de Aníbal em Zama, poderia vencer, em Cartago, uma guerra que já durava tempo demais.
Até mesmo os mais velhos e conservadores, como Catão, o Velho, que estava sempre mais disposto à crítica do que ao elogio, elogiou-o com as palavras de Homero: "Só ele é sábio, o resto são sombras vazias".

#### Consulado (147 a.C.)
Em 147 a.C., a predisposição em relação a Cipião aumentou ainda mais depois do fracasso das campanhas de Pisão e, por isso, no dia no qual estava indo apresentar-se como candidato a edil, foi eleito cônsul com Caio Lívio Druso, apesar da pouca idade (37 anos): "Que as leis durmam por uma noite", teriam proclamado os romanos, e Cipião foi proclamado em sua primeira magistratura. Druso, como era o costume, exigiu um sorteio para decidir as províncias de cada cônsul, o que foi vetado por um dos tribunos da plebe, que propôs que a decisão sobre as províncias fosse tomada pela Assembleia da plebe, que escolheu entregar a guerra contra Cartago a Cipião Emiliano.
Depois de receber o comando da campanha na África contra Cartago, com a ajuda de seus amigos Caio Lélio e Políbio, Cipião reiniciou o bloqueio naval e realizou várias ações complementares no interior do país.

#### Anos finais
Em 146 a.C., realizou o assalto final contra Cartago, incendiando e destruindo a cidade. Segundo Políbio, chorou nas ruínas de Cartago citando um verso da Ilíada: "Chegará também o dia em que perecerá a sagrada Troia", afirmando que, assim como naquele dia a frase se aplicava a Cartago, algum dia poderia ser aplicada a Roma. A África foi transformada numa província romana e Cipião Emiliano voltou para Roma, onde celebrou um magnífico triunfo. O sobrenome "Africano", que havia recebido por herança, lhe foi confirmado por mérito próprio.

### Censor (142 a.C.)
Cipião Emiliano foi eleito censor em 142 a.C. com Cneu Lúcio Múmio. A postura de Emiliano foi severa na repreensão à imoralidade e o luxo, mas suas ações foram boicotadas por seu colega, que vivia ostensivamente e era muito mais indulgente com seus colegas.
Na oração solene oferecida durante a celebração do lustrum, Cipião substituiu a súplica pela ampliação da República Romana por uma pedindo a preservação de suas posses atuais.
Em 139 a.C., Cipião foi acusado por Tibério Cláudio Aselo, um tribuno da plebe que havia sido reduzido à condição de erário por Emiliano e privado de seu cargo público, mas foi absolvido. Nesta mesma época, comandou uma embaixada ao Egito ptolomaico e Ásia, missão para a qual levou consigo apenas cinco escravos para tentar dar o exemplo contra o luxo.

### Conquista de Numância

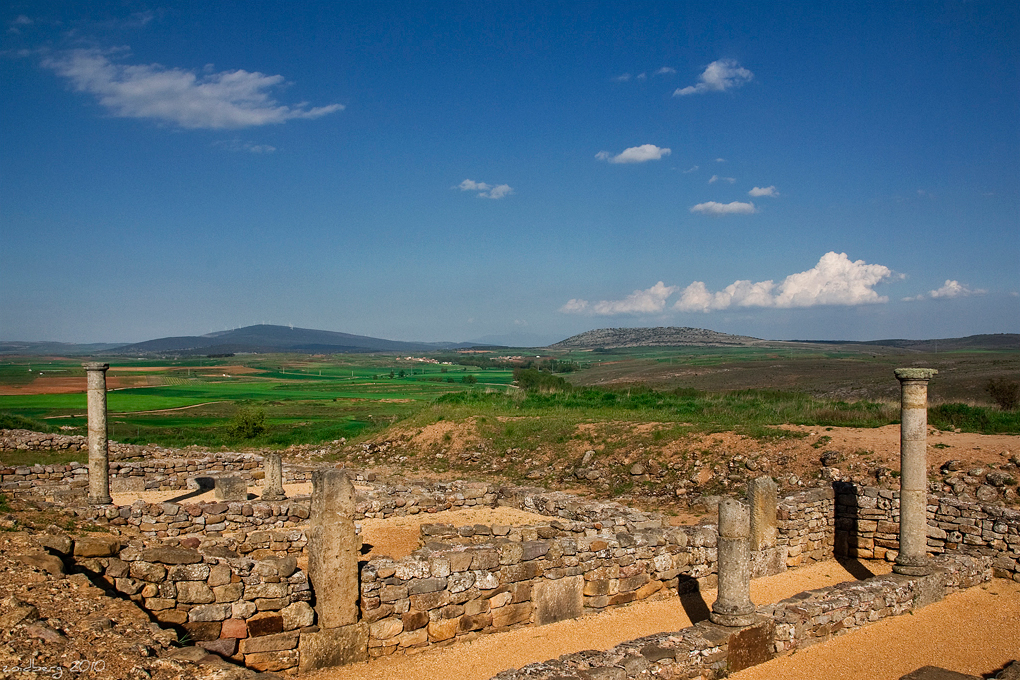
Ruínas de Numância

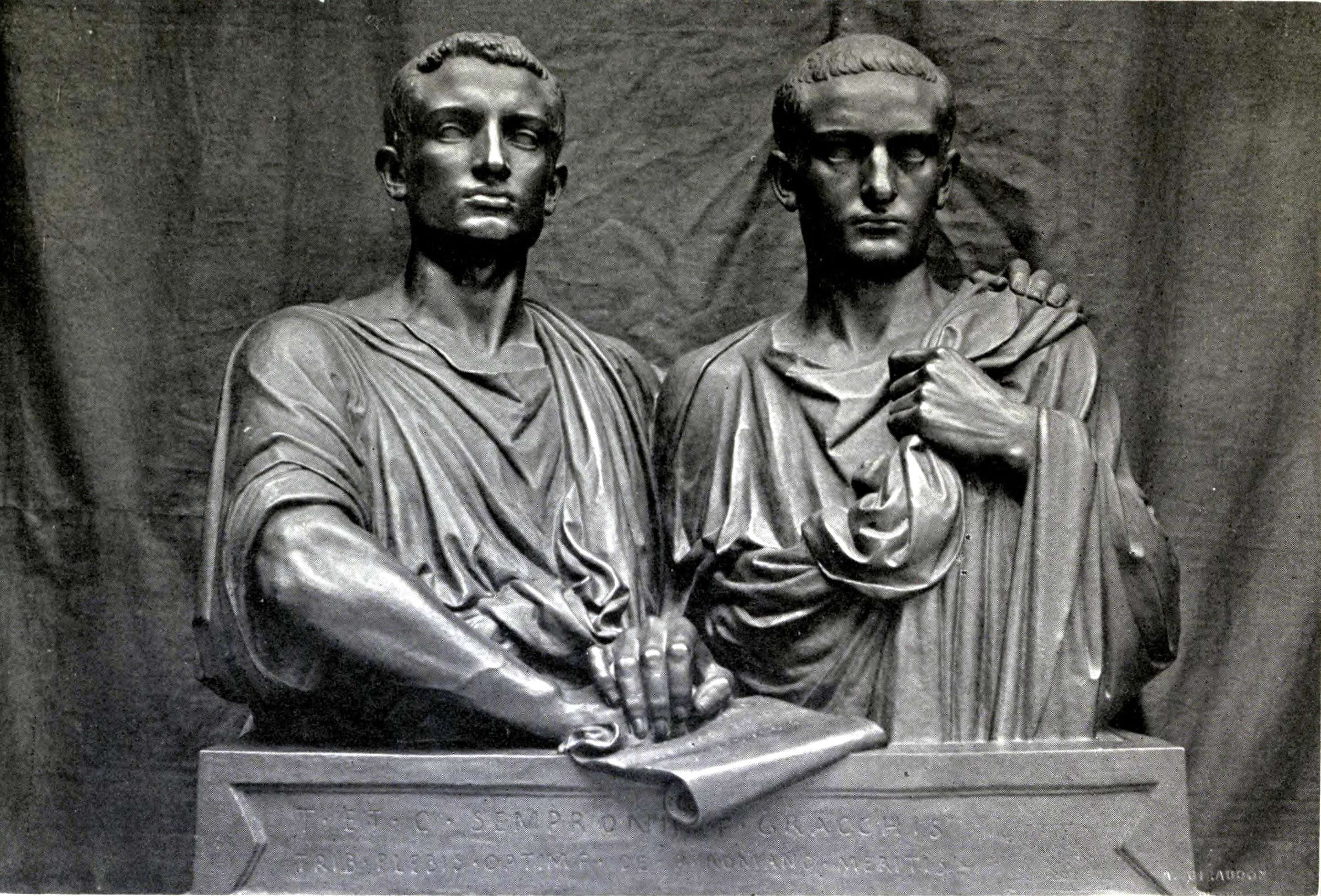
Os irmãos Graco, cunhados e inimigos de Cipião

Em 134 a.C., Cipião foi novamente eleito cônsul, desta vez com Caio Fúlvio Flaco, e recebeu a província da Hispânia, com o mandato expresso de acabar com a Terceira Guerra Celtibera, na qual os exércitos romanos simplesmente estavam alternando de desastre em desastre.
Ao chegar, encontrou um exército indisciplinado, o que o levou a evitar o combate. Depois de algumas poucas escaramuças, iniciou o cerco à cidade de Numância. A fome e as epidemias acabaram com a resistência dos numantinos em 133 a.C.. Quase todos eles assassinaram seus familiares e depois se suicidaram. Os poucos sobreviventes foram vendidos como escravos e a cidade foi completamente arrasada. Cinquenta de seus principais habitantes desfilaram como cativos no triunfo de Emiliano, ao fim do qual foram todos executados.
Emiliano recebeu o epíteto de "Numantino" depois desta campanha.

## Luta política
Enquanto Cipião estava ocupado com a pacificação de Numância, Roma estava em convulsão por causa das medidas do tribuno Tibério Graco. Tribuno da plebe em 133 a.C., Graco aprovou uma nova lei agrária que previa a distribuição ao povo os territórios italianos recém-conquistados. Porém, estes territórios haviam sido deixados até então nas mãos de algumas das mais importantes famílias patrícias da cidade, que utilizavam nas terras principalmente mão de obra escrava. A intenção de Graco era distribuir estas propriedades entre a plebe. Por conta disto, Tibério acabou sendo assassinado no mesmo ano. Apesar de Cipião ser casado com uma irmã dele, Semprônia, ele não nutria nenhuma simpatia pelas suas reformas e, ao receber a notícia do assassinato em Numância, conta-se que teria exclamado um verso de Homero: "Assim perecem todos os que fazem o mesmo outra vez".
No ano seguinte (132 a.C.), ao regressar a Roma, não escondeu sua aprovação em relação à morte de Tibério Graco e, quando o tribuno Caio Papírio Carbão lhe perguntou, durante a Assembleia das centúrias, o que pensava do assassinato, Cipião lhe respondeu que havia sido "justo" (em latim: "jure caesum"). O povo, que esperava uma resposta diferente de seu ídolo, expressou violentamente sua opinião, o que levou Cipião, com o típico desprezo aristocrático pela multidão, a afirmar: "Taceant quibus Italia noverca est" ("Silêncio aos que a Itália é madrasta").
O povo não se esqueceu deste insulto e Cipião perdeu grande parte de sua popularidade e influência. Numa situação bastante conflituosa, os patrícios defendiam medidas duras para conter a plebe e chegaram a propor nomear Cipião Emiliano como ditador. A ditadura em si era uma magistratura excepcional, com mandato limitado a seis meses, mas com poderes ilimitados, mas que havia caído em desuso. O último ditador antes de Sula, nomeado em 81 a.C., havia sido Caio Servílio Gêmino, mais de um século antes, em 201 a.C.. Graças principalmente à sua influência sobre o partido aristocrático, conseguiu derrotar o projeto de lei do tribuno Carbão que permitia a reeleição indefinida dos tribunos da plebe.
A partir daí, Cipião Emiliano passou a ser considerado o líder dos aristocratas (os optimates) e impôs medidas, em 129 a.C., que tiveram como consequência a derrogação, na prática, da lei agrária de Tibério Graco, apesar de furiosa oposição dos três membros da comissão agrária, Marco Fúlvio Flaco, Caio Papírio Carbão e Caio Semprônio Graco.

### Morte misteriosa
Cipião foi acusado publicamente por Carbão de ser inimigo público enquanto o povo gritava "Abaixo o tirano!" À noite, voltou para casa acompanhado por senadores e um grande número de aliados, mas rapidamente se retirou para seu quarto de dormir com o objetivo de escrever um discurso para o dia seguinte.
Pela manhã, foi encontrado morto em seu quarto. Muitos rumores, muitos deles contraditórios, se seguiram por conta de sua morte inesperada, mas quase todos acreditavam que ele havia sido assassinado. Uns poucos acreditavam que ele teria morrido naturalmente ou se suicidado, mas o que é fato, corroborado por todos os relatos, é que não houve investigação alguma sobre a causa de sua morte, o que reforça a tese de que ele teria sido mesmo assassinado.
Entre os suspeitos estavam Semprônia, sua esposa, ou Cornélia, sua mãe, além de Carbão, Fúlvio ou Caio Graco. Cícero cita explicitamente que o assassino foi Papírio Carbão.

## Influência
Sabemos por causa de "De re publica", de Cícero, que Cipião era o político preferido do orador Arpino. Ele é também um protagonista nas obras de Cícero, que via nele a síntese perfeita entre a mos maiorum e a nova sabedoria helênica. Na realidade, Cícero acreditava que Catão, o Velho, teria sido seu mestre, mas reconhecia também em suas atitudes filohelênicas a figura do historiador Políbio e de seu pai biológico, Emílio Paulo, o conquistador da Macedônia.